# La Révolution française (journal)
Pour les articles homonymes, voir La Révolution française.
La Révolution française est un journal politique quotidien français publié pendant quelques mois en 1879.

## Histoire
Lancée le 13 janvier 1879, La Révolution française est un journal radical intransigeant dont le rédacteur en chef est Sigismond Lacroix, conseiller municipal de Paris et ancien rédacteur du Radical de 1877.
De tendance socialiste, le nouveau journal compte plusieurs anciens communards dans sa rédaction. Ainsi, le premier feuilleton publié par le journal est Mémoires d'un révolté de Jean La Rue, pseudonyme de Jules Vallès, qui signe également certains articles de ses initiales J. V.
En publiant des articles émanant de condamnés politiques, La Révolution française enfreint l'article 21 du décret du 17 février 1852 ainsi que l'article 9 de la loi du 11 mai 1868, ce qui vaut une amende de 3 000 francs à son gérant, Onésime Monprofit.
De nouvelles condamnations font bientôt grimper le montant total des amendes à plus de 10 000 francs, que le journal n'est pas en mesure d'acquitter. Il est par conséquent saisi dès le 14 juin et, à défaut de cautionnement, doit aussitôt cesser sa publication. Dans ces conditions, La Révolution française fait faillite en novembre 1879.

## Collaborateurs notables
- Arthur Arnould (A. A.)[2]
- Émile Acollas[2]
- Gabriel Deville[2]
- Jules Guesde[2]
- Gabriel Guillemot[2]
- Sigismond Lacroix[2]
- Ernest Massen[2]
- Onésime Monprofit[2]
- Gustave Puissant[2]
- Henri Rochefort (Henri R.)[2]
- Georges Sauton (d)[2]
- Jules Vallès (Jean La Rue)[2]